# Cedar Hills (Utah, Utah megye)
Cedar Hills város az USA Utah államában, Utah megyében. Lakosainak száma 10 019 fő (2020. április 1.).

## Népesség
A település népességének változása:

| 2010 | 9 796  |
| 2020 | 10 019 |